# South Cambridgeshire

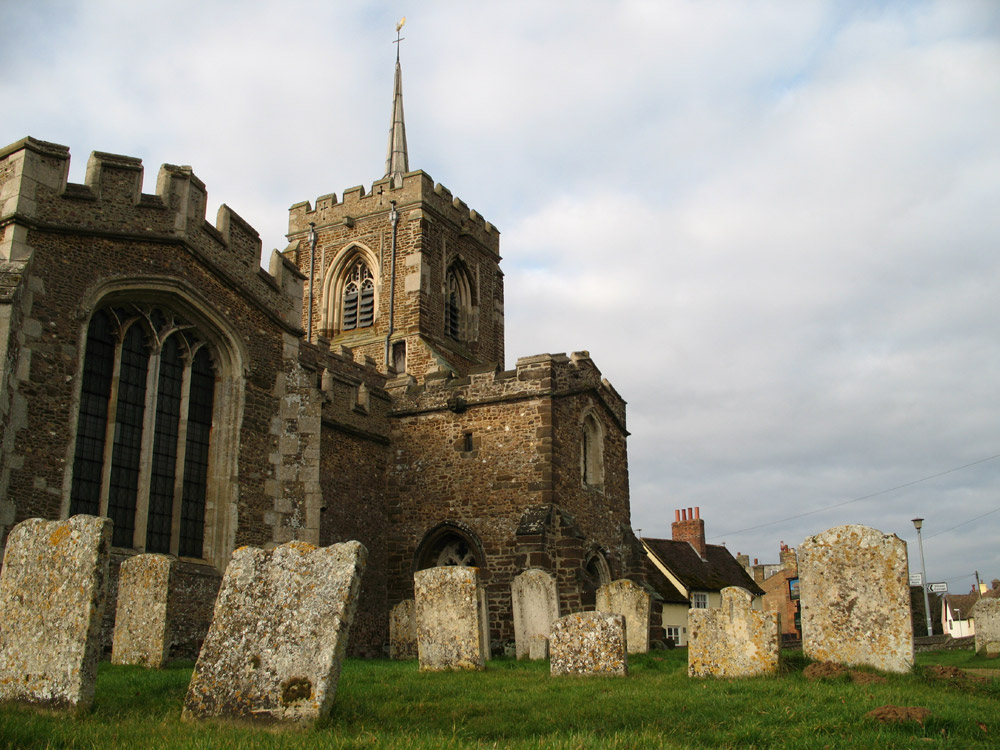
St Mary's Church nel paese di Gamlingay

Il South Cambridgeshire è un distretto del Cambridgeshire, Inghilterra, Regno Unito, con sede a Cambourne.
Il distretto fu creato con il Local Government Act 1972, il 1º aprile 1974 dalla fusione del distretto rurale di Chesterton e del distretto rurale del South Cambridgeshire.

## Parrocchie civili
- Abington Pigotts
- Arrington
- Babraham
- Balsham
- Bar Hill
- Barrington
- Bartlow
- Barton
- Bassingbourn cum Kneesworth
- Bourn
- Boxworth
- Caldecote
- Cambourne
- Carlton
- Castle Camps
- Caxton
- Childerley
- Comberton
- Conington
- Coton
- Cottenham
- Croxton
- Croydon
- Dry Drayton
- Duxford
- Elsworth
- Eltisley
- Fen Ditton
- Fen Drayton
- Fowlmere
- Foxton
- Fulbourn
- Gamlingay
- Girton
- Grantchester
- Graveley
- Great Abington
- Great and Little Chishill
- Great Eversden
- Great Shelford
- Great Wilbraham
- Guilden Morden
- Hardwick
- Harlton
- Harston
- Haslingfield
- Hatley
- Hauxton
- Heydon
- Hildersham
- Hinxton
- Histon
- Horningsea
- Horseheath
- Ickleton
- Impington
- Kingston
- Knapwell
- Landbeach
- Linton
- Litlington
- Little Abington
- Little Eversden
- Little Gransden
- Little Shelford
- Little Wilbraham
- Lolworth
- Longstanton
- Longstowe
- Madingley
- Melbourn
- Meldreth
- Milton
- Newton
- Oakington and Westwick
- Orwell
- Over
- Pampisford
- Papworth Everard
- Papworth St. Agnes
- Rampton
- Sawston
- Shepreth
- Shingay cum Wendy
- Shudy Camps
- Stapleford
- Steeple Morden
- Stow cum Quy
- Swavesey
- Tadlow
- Teversham
- Thriplow
- Toft
- Waterbeach
- Weston Colville
- West Wickham
- West Wratting
- Whaddon
- Whittlesford
- Willingham
- Wimpole